# Danh sách quốc gia cấp phép vắc-xin COVID-19
Các cơ quan quản lý quốc gia đã cấp phép sử dụng khẩn cấp cho 22 loại vắc-xin COVID-19. Trong số này có 6 loại vắc-xin đã được cấp phép khẩn cấp hoặc cấp phép hoàn toàn bởi ít nhất một cơ quan quản lý được WHO công nhận (Oxford–AstraZeneca, Pfizer-BioNTech, Sinopharm-BBIBP, Moderna, Sinovac và Janssen).

## Bản đồ tổng quan
| - Các loại vắc-xin RNA và DNA Pfizer–BioNTech Moderna ZyCoV-D - Vắc-xin vector adenovirus Oxford–AstraZeneca Janssen Sputnik V Sputnik Light Convidecia - Vắc-xin bất hoạt Sinopharm (BBIBP) CoronaVac Covaxin Sinopharm (WIBP) Khác - Vắc-xin tiểu đơn vị EpiVacCorona ZF2001 Abdala Soberana 02 Medigen (MVC) |

## Oxford–AstraZeneca
Vắc-xin COVID-19 của Oxford–AstraZeneca, được bán với các tên nhãn hiệu Vaxzevria và Covishield, là một loại vắc-xin vector virus được sản xuất bởi Đại học Oxford của Anh, công ty Anh-Thụy Điển AstraZeneca và Liên minh Đổi mới sáng tạo Sẵn sàng cho Dịch bệnh. Đan Mạch và Na Uy đã ngừng sử dụng vắc-xin Oxford–AstraZeneca do một số nhỏ trường hợp báo cáo về việc xảy ra tình trạng rối loạn đông máu hiếm gặp. Slovakia đã ngừng sử dụng vắc-xin này sau khi một người được tiêm vắc-xin tử vong. Nam Phi đã tạm ngừng sử dụng loại vắc-xin sau khi một cuộc thử nghiệm nhỏ cho thấy nó chỉ đem lại hiệu quả tối thiểu trong ngăn chặn bệnh từ nhẹ đến vừa đối với biến thể Beta. Nhật Bản cấp phép sử dụng khẩn cấp vắc-xin này vào tháng 5 năm 2021, nhưng không có kế hoạch sử dụng chúng ngay lập tức do một số trường hợp rối loạn đông máu hiếm gặp được báo cáo ở các nước khác. Sau đó nước này đã bắt đầu tiêm loại vắc-xin này cho người trên 40 tuổi nhằm khống chế làn sóng dịch do biến thể Delta vào tháng 8.
Đầy đủ (2)
1. Úc[14][15]
2. Brasil[16]

Khẩn cấp (172)
1. Afghanistan[17][18]
2. Albania[19]
3. Algérie[20]
4. Andorra[21]
5. Angola[22]
6. Argentina[23]
7. Armenia[24]
8. Azerbaijan[25]
9. Bahrain[26]
10. Bangladesh[27][28]
11. Benin[25]
12. Bhutan[29][30]
13. Bolivia[25]
14. Bosna và Hercegovina[31]
15. Botswana[32]
16. Brunei[33]
17. Burkina Faso[34]
18. Campuchia[25]
19. Cameroon[25]
20. Canada[35][36]
21. Cabo Verde[37]
22. Cộng hòa Trung Phi[34]
23. Chile[38]
24. Colombia[39]
25. Comoros[25]
26. Cộng hòa Dân chủ Congo[40]
27. Cộng hòa Congo[25]
28. Costa Rica[41]
29. Djibouti[25]
30. Cộng hòa Dominica[42]
31. Đông Timor[43]
32. Ecuador[44]
33. Ai Cập[45]
34. El Salvador[46]
35. Eswatini[47]
36. Ethiopia[48][49][50]
37. Fiji[25]
38. Gambia[51]
39. Gruzia[52]
40. Ghana[53]
41. Guatemala[54]
42. Guinea[34]
43. Guinea-Bissau[55]
44. Honduras[25]
45. Hungary[56]
46. Ấn Độ[57]
47. Indonesia[58]
48. Iran[59]
49. Iraq[60]
50. Bờ Biển Ngà[61]
51. Nhật Bản[62]
52. Jordan[63]
53. Kenya[64]
54. Kiribati[34]
55. Kosovo[65][66]
56. Kuwait[67]
57. Lào[34]
58. Liban[68]
59. Lesotho[69]
60. Liberia[70]
61. Libya[71][72]
62. Madagascar[25]
63. Malawi[73][74]
64. Malaysia[75]
65. Maldives[76]
66. Mali[77]
67. Mauritania[34]
68. Mauritius[78]
69. Mexico[79]
70. Micronesia[34]
71. Moldova[80]
72. Mông Cổ[81]
73. Montenegro[25]
74. Maroc[82]
75. Mozambique[25]
76. Myanmar[83]
77. Namibia[84]
78. Nauru[85]
79. Nepal[86]
80. New Zealand[34]
81. Nicaragua[25]
82. Niger[25]
83. Nigeria[87]
84. Bắc Macedonia[88]
85. Oman[25]
86. Pakistan[89]
87. Palestine[25]
88. Panama[25]
89. Papua New Guinea[90][91]
90. Paraguay[34]
91. Peru[92]
92. Philippines[93]
93. Qatar[34]
94. Rwanda[94]
95. Samoa[85]
96. São Tomé và Príncipe[25]
97. Ả Rập Xê Út[95]
98. Senegal[34]
99. Serbia[96]
100. Seychelles[97]
101. Sierra Leone[98]
102. Singapore[99] (hạn chế)
103. Quần đảo Solomon[25]
104. Somalia[100]
105. Hàn Quốc[101][102]
106. Nam Sudan[103]
107. Sri Lanka[104]
108. Sudan[105][106]
109. Syria[34]
110. Đài Loan[107]
111. Tajikistan[108]
112. Thái Lan[109]
113. Togo[110]
114. Tonga[111][112][113]
115. Tunisia[34]
116. Turkmenistan[34]
117. Tuvalu[85]
118. Uganda[114]
119. Ukraina[115]
120. Các Tiểu vương quốc Ả Rập Thống nhất[25]
121. Vương quốc Liên hiệp Anh và Bắc Ireland[116][117][118]
122. Uruguay[25]
123. Uzbekistan[25]
124. Vanuatu[34]
125. Việt Nam[119]
126. Yemen[120]
127. Zambia[121][122][123]
128. Zimbabwe[34]

Các nước EMA
1. Áo
2. Bỉ
3. Bulgaria
4. Croatia
5. Síp
6. Cộng hòa Séc
7. Đan Mạch
8. Estonia
9. Phần Lan
10. Pháp
11. Đức
12. Hy Lạp
13. Hungary
14. Iceland
15. Ireland
16. Ý
17. Latvia
18. Liechtenstein
19. Litva
20. Luxembourg
21. Malta
22. Hà Lan
23. Na Uy
24. Ba Lan
25. Bồ Đào Nha
26. România
27. Slovakia
28. Slovenia
29. Tây Ban Nha
30. Thụy Điển

Các nước CARPHA
1. Antigua và Barbuda
2. Bahamas
3. Barbados
4. Belize
5. Dominica
6. Grenada
7. Guyana
8. Haiti
9. Jamaica
10. Saint Kitts và Nevis
11. Saint Lucia
12. Saint Vincent và Grenadines
13. Suriname[126]
14. Trinidad và Tobago

Các thực thể khác
- Anguilla[a]
- Aruba[a]
- Quần đảo Virgin thuộc Anh[a]
- Bermuda[a]
- Caribe thuộc Hà Lan[a]
- Quần đảo Cayman[a]
- Curaçao[a]
- Quần đảo Cook[25]
- Quần đảo Falkland[25]
- Polynésie thuộc Pháp[25]
- Guadeloupe[34]
- Guernsey[25]
- Đảo Man[25]
- Jersey[25]
- Montserrat[a]
- Bắc Síp[127]
- Pitcairn[34]
- Saint Helena, Ascension và Tristan da Cunha[34]
- Sint Maarten[a]
- Quần đảo Turks và Caicos[a]
- Wallis và Futuna[25]
- Tổ chức Y tế Thế giới[128][129][130][131][132]

## Pfizer–BioNTech
Vắc-xin COVID-19 của Pfizer–BioNTech, còn có tên là Comirnaty, là một loại vắc-xin mRNA được sản xuất bởi công ty Đức BioNTech và công ty Mỹ Pfizer. Tại Hồng Kông, Ma Cao và Đài Loan, Comirnaty được phân phối bởi Fosun Pharma.
Đầy đủ (9)
1. Úc[143][144]
2. Brasil[145]
3. Quần đảo Marshall[b][c]
4. Micronesia[b][c]
5. New Zealand[146]
6. Palau[b][c]
7. Ả Rập Xê Út[149][150]
8. Thụy Sỹ[151][152]
9. Hoa Kỳ[c][153][154][155]

Khẩn cấp (115)
1. Afghanistan[25]
2. Albania[156]
3. Algérie[157]
4. Andorra[158]
5. Argentina[159]
6. Armenia[160]
7. Azerbaijan[34]
8. Bahrain[161][162]
9. Bangladesh[163]
10. Bhutan[34]
11. Bolivia[25]
12. Bosna và Hercegovina[31]
13. Botswana[164]
14. Brunei[33]
15. Canada[165][166]
16. Cabo Verde[25]
17. Chile[167]
18. Colombia[168]
19. Costa Rica[169]
20. Cộng hòa Dominica[170]
21. Ecuador[171]
22. Ai Cập[34]
23. El Salvador[25][172]
24. Gruzia[34]
25. Guatemala[54]
26. Guinea[34]
27. Honduras[34]
28. Indonesia[173]
29. Iraq[174]
30. Israel[175]
31. Nhật Bản[62][176][177]
32. Jordan[178]
33. Kuwait[179]
34. Lào[34]
35. Liban[180]
36. Libya[25]
37. Malaysia[181]
38. Maldives[182]
39. México[183][184]
40. Moldova[80]
41. Monaco[185]
42. Mông Cổ[186]
43. Montenegro[34]
44. Nigeria[187]
45. Bắc Macedonia[188]
46. Oman[189]
47. Pakistan[190]
48. Palestine[25]
49. Panama[191]
50. Paraguay[192][193]
51. Peru[194]
52. Philippines[195]
53. Qatar[196]
54. Rwanda[25]
55. San Marino[25]
56. Serbia[197][198]
57. Singapore[199]
58. Nam Phi[200][201]
59. Hàn Quốc[202][203]
60. Sri Lanka[204]
61. Sudan[25]
62. Đài Loan[141][142]
63. Thái Lan[205]
64. Tunisia[150]
65. Thổ Nhĩ Kỳ[206]
66. Ukraina[207]
67. Các Tiểu vương quốc Ả Rập Thống nhất[208]
68. Vương quốc Liên hiệp Anh và Bắc Ireland[209][210][211]
69. Uruguay[212]
70. Thành Vatican[213][214]
71. Việt Nam[215]

Các nước EMA
1. Áo
2. Bỉ
3. Bulgaria
4. Croatia
5. Síp
6. Cộng hòa Séc
7. Đan Mạch
8. Estonia
9. Phần Lan
10. Pháp
11. Đức
12. Hy Lạp
13. Hungary
14. Iceland
15. Ireland
16. Ý
17. Latvia
18. Liechtenstein
19. Litva
20. Luxembourg
21. Malta
22. Hà Lan
23. Na Uy
24. Ba Lan
25. Bồ Đào Nha
26. România
27. Slovakia
28. Slovenia
29. Tây Ban Nha
30. Thụy Điển

Các nước CARPHA
1. Antigua và Barbuda
2. Bahamas
3. Barbados
4. Belize
5. Dominica
6. Grenada
7. Guyana
8. Haiti
9. Jamaica
10. Saint Kitts và Nevis
11. Saint Lucia
12. Saint Vincent và the Grenadines
13. Suriname
14. Trinidad và Tobago

Các thực thể khác
- Anguilla[a]
- Samoa thuộc Mỹ[34]
- Aruba[a]
- Bermuda[a]
- Quần đảo Virgin thuộc Anh[a]
- Caribe thuộc Hà Lan[a]
- Quần đảo Cayman[a]
- Quần đảo Cook[34]
- Curaçao[a]
- Quần đảo Faroe[218]
- Polynésie thuộc Pháp[34]
- Gibraltar[25]
- Greenland[219]
- Guadeloupe[34]
- Guam[34]
- Guernsey[25]
- Hồng Kông[220]
- Đảo Man[25]
- Jersey[25]
- Ma Cao[221]
- Martinique[34]
- Montserrat[a]
- New Caledonia[25]
- Niue[34]
- Bắc Síp[127]
- Quần đảo Bắc Mariana[34]
- Puerto Rico[34]
- Sint Maarten[a]
- Tokelau[34]
- Quần đảo Turks và Caicos[a]
- Tổ chức Y tế Thế giới[128][222][223]

## Moderna
Vắc-xin COVID-19 Moderna, còn có tên là Spikevax, là một loại vắc-xin mRNA được sản xuất bởi công ty Mỹ Moderna, Viện Dị ứng và Bệnh Truyền nhiễm Quốc gia Hoa Kỳ, Cơ quan Nghiên cứu và Phát triển Y sinh Tiến tiến Hoa Kỳ và Liên minh Đổi mới sáng tạo Sẵn sàng cho Dịch bệnh.
Đầy đủ (3)
1. Úc[228]
2. Thụy Sỹ[229]
3. Vương quốc Liên hiệp Anh và Bắc Ireland[230][231]

Khẩn cấp (94)
1. Andorra[21]
2. Argentina[232]
3. Bahrain[34]
4. Bangladesh[233]
5. Bhutan[34]
6. Botswana[234]
7. Brasil[235]
8. Brunei[34]
9. Canada[36][236]
10. Colombia[237]
11. Cộng hòa Congo[25]
12. El Salvador[34]
13. Fiji[34]
14. Guatemala[54]
15. Honduras[238]
16. Ấn Độ[239]
17. Indonesia[240]
18. Israel[241]
19. Nhật Bản[62][242]
20. Jordan[34]
21. Kenya[243]
22. Kuwait[244]
23. Libya[25]
24. Malaysia[245]
25. Maldives[246]
26. Quần đảo Marshall[b]
27. México[247][248]
28. Micronesia[b]
29. Moldova[249]
30. Mông Cổ[81]
31. Nigeria[250]
32. Pakistan[34]
33. Palau[b]
34. Palestine[25]
35. Paraguay[34]
36. Philippines[251]
37. Qatar[252]
38. Rwanda[25]
39. Ả Rập Xê Út[95]
40. Singapore[253]
41. Hàn Quốc[254]
42. Sri Lanka[34]
43. Đài Loan[255]
44. Tajikistan[256]
45. Thái Lan[257]
46. Ukraina[258]
47. Các Tiểu vương quốc Ả Rập Thống nhất[259]
48. Hoa Kỳ[260][261]
49. Uzbekistan[262]
50. Việt Nam[263][264]

Các nước EMA
1. Áo
2. Bỉ
3. Bulgaria
4. Croatia
5. Síp
6. Cộng hòa Séc
7. Đan Mạch
8. Estonia
9. Phần Lan
10. Pháp
11. Đức
12. Hy Lạp
13. Hungary
14. Iceland
15. Ireland
16. Ý
17. Latvia
18. Liechtenstein
19. Litva
20. Luxembourg
21. Malta
22. Hà Lan
23. Na Uy
24. Ba Lan
25. Bồ Đào Nha
26. România
27. Slovakia
28. Slovenia
29. Tây Ban Nha
30. Thụy Điển

Các nước CARPHA
1. Antigua và Barbuda
2. Bahamas
3. Barbados
4. Belize
5. Dominica
6. Grenada
7. Guyana
8. Haiti
9. Jamaica
10. Saint Kitts và Nevis
11. Saint Lucia
12. Saint Vincent và Grenadines
13. Suriname
14. Trinidad và Tobago

Các thực thể khác
- Samoa thuộc Mỹ[34]
- Anguilla[a]
- Aruba[a]
- Bermuda[a]
- Quần đảo Virgin thuộc Anh[a]
- Caribe thuộc Hà Lan[a]
- Quần đảo Cayman[a]
- Curaçao[a]
- Quần đảo Faroe[25]
- Greenland[25]
- Guadeloupe[34]
- Guam[34]
- Guernsey[25]
- Montserrat[a]
- Quần đảo Bắc Mariana[34]
- Puerto Rico[34]
- Sint Maarten[a]
- Quần đảo Turks và Caicos[a]
- Wallis và Futuna[34]
- Tổ chức Y tế Thế giới[266][267]

## Janssen
Vắc-xin COVID-19 Janssen là một loại vắc-xin vector virus được sản xuất bởi Janssen Pharmaceutica (một công ty con của Johnson & Johnson) và Trung tâm Y tế Beth Israel Deaconess. Nó cũng có những tên gọi khác như Johnson & Johnson COVID-19 Vaccine và COVID-19 Vaccine Janssen. Ba quốc gia, Đan Mạch, Phần Lan và Na Uy, đã tạm ngừng sử dụng vắc-xin Janssen và thay thế bằng các vắc-xin khác do có khả năng liên hệ với một rối loạn đông máu hiếm gặp. Canada chưa từng triển khai vắc-xin Janssen sau khi gặp vấn đề với những liều vắc-xin chuyển từ nhà máy sản xuất Emergent BioSolutions. Sau khi 300.000 liều vắc-xin bị từ chối, chưa có tỉnh nào tại Canada yêu cầu vắc-xin Janssen.
Đầy đủ (2)
1. Úc (chưa sử dụng)[275][276]
2. Thụy Sỹ[277][278]

Khẩn cấp (98)
1. Afghanistan[34]
2. Andorra[21]
3. Bahrain[279][280]
4. Bangladesh[281][282]
5. Bolivia[34]
6. Botswana[283]
7. Brasil[284]
8. Brunei[34]
9. Campuchia[34]
10. Canada[285]
11. Chile[286]
12. Colombia[287]
13. Djibouti[34]
14. Ai Cập[34]
15. Ghana[288]
16. Guinea[34]
17. Honduras[25]
18. Ấn Độ[289]
19. Jordan[34]
20. Kuwait[290]
21. Lào[34]
22. Libya[25]
23. Malaysia[291]
24. Maldives[292]
25. Quần đảo Marshall[b]
26. México[293][294]
27. Micronesia[b]
28. Moldova[249]
29. Maroc[34]
30. Nepal[295]
31. New Zealand[34]
32. Nigeria[296]
33. Palau[b]
34. Palestine[34]
35. Peru[297]
36. Philippines[298]
37. Qatar[34]
38. Ả Rập Xê Út[34]
39. Singapore[99](restricted)
40. Somalia[34]
41. Nam Phi[299]
42. Hàn Quốc[300]
43. Sudan[34]
44. Syria[34]
45. Đài Loan[301]
46. Tanzania[34]
47. Thái Lan[302]
48. Tunisia[303]
49. Ukraine[34]
50. Vương quốc Liên hiệp Anh và Bắc Ireland[304]
51. Hoa Kỳ[305][306]
52. Việt Nam[307][308]
53. Zambia[121][122][123]
54. Zimbabwe[309]

Các nước EMA
1. Áo
2. Bỉ
3. Bulgaria
4. Croatia
5. Síp
6. Cộng hòa Séc
7. Đan Mạch
8. Estonia
9. Phần Lan
10. Pháp
11. Đức
12. Hy Lạp
13. Hungary
14. Iceland
15. Ireland
16. Ý
17. Latvia
18. Liechtenstein
19. Litva
20. Luxembourg
21. Malta
22. Hà Lan
23. Na Uy
24. Ba Lan
25. Bồ Đào Nha
26. România
27. Slovakia
28. Slovenia
29. Tây Ban Nha
30. Thụy Điển

Các nước CARPHA
1. Antigua và Barbuda
2. Bahamas
3. Barbados
4. Belize
5. Dominica
6. Grenada
7. Guyana
8. Haiti
9. Jamaica
10. Saint Kitts và Nevis
11. Saint Lucia
12. Saint Vincent và Grenadines[310]
13. Suriname
14. Trinidad và Tobago

Các thực thể khác
- Anguilla[a]
- Samoa thuộc Mỹ[34]
- Aruba[a]
- Bermuda[a]
- Quần đảo Virgin thuộc Anh[a]
- Caribe thuộc Hà Lan[a]
- Quần đảo Cayman[a]
- Curaçao[a]
- Polynésie thuộc Pháp[34]
- Greenland[150]
- Guam[34]
- Montserrat[a]
- Quần đảo Bắc Mariana[34]
- Puerto Rico[34]
- Sint Maarten[a]
- Quần đảo Turks và Caicos[a]
- Nhóm đặc nhiệm Quản lý châu Phi[311]
- Tổ chức Y tế Thế giới[312][313]

## Sinopharm-BBIBP
Vắc-xin COVID-19 Sinopharm BIBP, được bán với tên nhãn hiệu Hayat-Vax, là một loại vắc-xin bất hoạt được sản xuất bởi Tập đoàn Dược phẩm Quốc gia Trung Quốc (Sinopharm) và Viện Sinh phẩm Bắc Kinh.
Đầy đủ (4)
1. Bahrain[316]
2. Trung Quốc[317]
3. Seychelles[318]
4. Các Tiểu vương quốc Ả Rập Thống nhất[319][320]

Khẩn cấp (91)
1. Afghanistan[321]
2. Algérie[322]
3. Angola[323]
4. Antigua và Barbuda[324]
5. Argentina[325]
6. Bangladesh[326]
7. Barbados[327]
8. Belarus[328]
9. Belize[25]
10. Bolivia[329]
11. Bosna và Hercegovina[330]
12. Brasil[235]
13. Brunei[331]
14. Bhutan[332]
15. Campuchia[333]
16. Cameroon[25]
17. Tchad[334]
18. Comoros[25]
19. Congo[25]
20. Cuba[335]
21. Djibouti[25]
22. Dominica[336]
23. Cộng hòa Dominica[337]
24. Ai Cập[338]
25. Guinea Xích Đạo[339]
26. Ethiopia[340]
27. Gabon[341]
28. Gambia[34]
29. Gruzia[342]
30. Guinea[34]
31. Guinea-Bissau[25]
32. Guyana[343]
33. Hungary[344][345]
34. Indonesia[346]
35. Iran[347]
36. Iraq[60]
37. Jordan[348]
38. Kazakhstan[349]
39. Kenya[243]
40. Kuwait[34]
41. Kyrgyzstan[350]
42. Lào[351]
43. Liban[352]
44. Libya[353]
45. Malaysia[354]
46. Malawi[355]
47. Maldives[356]
48. Mauritania[357]
49. Mauritius[25]
50. México[358][359]
51. Moldova[360]
52. Mông Cổ[361]
53. Montenegro[362]
54. Maroc[363]
55. Mozambique[364]
56. Myanmar[365]
57. Namibia[366]
58. Nepal[367]
59. Niger[368]
60. Nigeria[369]
61. Cộng hòa Dân chủ Nhân dân Triều Tiên[370]
62. Bắc Macedonia[371]
63. Pakistan[372]
64. Palestine[373]
65. Papua New Guinea[374]
66. Paraguay[34]
67. Peru[375]
68. Philippines[376]
69. Qatar[377]
70. Rwanda[378]
71. Ả Rập Xê Út[379]
72. Senegal[380]
73. Serbia[381]
74. Sierra Leone[382]
75. Singapore[383] (restricted)
76. Quần đảo Solomon[384]
77. Somalia[385]
78. Nam Sudan[386]
79. Sri Lanka[387]
80. Sudan[388][389]
81. Suriname[34]
82. Syria[34]
83. Thái Lan[390]
84. Trinidad và Tobago[391]
85. Tunisia[392]
86. Turkmenistan[393]
87. Vanuatu[394]
88. Venezuela[395]
89. Việt Nam[396]
90. Zambia[397]
91. Zimbabwe[398]

Các thực thể khác
- Ma Cao[399]
- Tổ chức Y tế Thế giới[400][401]

## Sputnik V
Vắc-xin COVID-19 Sputnik V là một loại vắc-xin vector virus được sản xuất bởi Viện Nghiên cứu Dịch tễ học và Vi sinh vật học Gamaleya của Nga.
Đầy đủ (2)
1. Turkmenistan[404][405]
2. Uzbekistan[406]

Khẩn cấp (72)
1. Albania[19]
2. Algérie[407]
3. Angola[408]
4. Antigua và Barbuda[409]
5. Argentina[410]
6. Armenia[411]
7. Azerbaijan[412][413]
8. Bahrain[414]
9. Bangladesh[415]
10. Belarus[416]
11. Bolivia[417]
12. Bosna và Hercegovina[418]
13. Brasil[419] (restricted)
14. Cameroon[420]
15. Chile[421]
16. Congo[408]
17. Djibouti[408]
18. Ecuador[422]
19. Ai Cập[45]
20. Gabon[423]
21. Ghana[424]
22. Guatemala[425]
23. Guinea[426]
24. Guyana[427]
25. Honduras[428]
26. Hungary[345][418][429]
27. Ấn Độ[430]
28. Indonesia[431]
29. Iran[432]
30. Iraq[433]
31. Bờ Biển Ngà[34]
32. Jordan[434]
33. Kazakhstan[435]
34. Kenya[436]
35. Kyrgyzstan[437]
36. Lào[351]
37. Liban[438]
38. Libya[71][72]
39. Maldives[439]
40. Mali[440]
41. Mauritius[441]
42. México[442]
43. Moldova[80]
44. Mông Cổ[443]
45. Montenegro[444]
46. Maroc[445]
47. Myanmar[446]
48. Namibia[447]
49. Nepal[448]
50. Nicaragua[449]
51. Nigeria[450]
52. Bắc Macedonia[451]
53. Oman[452]
54. Pakistan[453]
55. Palestine[454]
56. Panama[455]
57. Paraguay[456]
58. Peru[457]
59. Philippines[458]
60. Nga[459]
61. Saint Vincent và Grenadines[310]
62. San Marino[460][461]
63. Serbia[462]
64. Seychelles[463]
65. Sri Lanka[464]
66. Syria[465]
67. Tunisia[466]
68. Thổ Nhĩ Kỳ[467]
69. Các Tiểu vương quốc Ả Rập Thống nhất[468]
70. Venezuela[469]
71. Việt Nam[470]
72. Zimbabwe[471]

Các thực thể khác
- Abkhazia[472]
- Nam Ossetia[473]

## CoronaVac
CoronaVac là một loại vắc-xin bất hoạt được sản xuất bởi công ty Trung Quốc Sinovac Biotech. Malaysia sẽ ngừng sử dụng CoronaVac khi hợp đồng 12 triệu liều hiện tại được chuyển đến. Thêm 3 triệu liều bổ sung sẽ được lưu trữ dự phòng cho những người dị ứng với các loại vắc-xin khác.
Đầy đủ (1)
1. Trung Quốc[478]

Khẩn cấp (60)
1. Albania[19]
2. Armenia[479]
3. Azerbaijan[480]
4. Bangladesh[481]
5. Benin[482]
6. Bolivia[483]
7. Bosna và Hercegovina[484]
8. Botswana[485]
9. Brasil[486]
10. Campuchia[487]
11. Chile[488]
12. Colombia[489]
13. Djibouti[490]
14. Cộng hòa Dominica[491]
15. Đông Timor[492]
16. Ecuador[493]
17. Ai Cập[494]
18. El Salvador[495]
19. Guinea Xích Đạo[34]
20. Fiji[496]
21. Gruzia[497]
22. Guinea[498]
23. Hungary[34]
24. Indonesia[499][500]
25. Kazakhstan[501]
26. Lào[478]
27. Libya[502]
28. Malaysia[477]
29. Malawi[355]
30. Maldives[34]
31. México[503]
32. Moldova[504]
33. Myanmar[505]
34. Nepal[506]
35. Bắc Macedonia[507]
36. Oman[452]
37. Pakistan[508]
38. Palestine[34]
39. Panama[509]
40. Paraguay[510]
41. Philippines[511]
42. Ả Rập Xê Út[379]
43. Singapore[512] (restricted)
44. Somalia[25]
45. Nam Phi[513]
46. Sri Lanka[514]
47. Sudan[25]
48. Syria[34]
49. Tajikistan[515]
50. Tanzania[516]
51. Thái Lan[517]
52. Togo[518]
53. Tunisia[519]
54. Thổ Nhĩ Kỳ[520]
55. Turkmenistan[521]
56. Ukraina[522]
57. Uruguay[478]
58. Uzbekistan[523]
59. Venezuela[524]
60. Zimbabwe[471]

Các thực thể khác
- Hồng Kông[525]
- Bắc Síp[127]
- Tổ chức Y tế Thế giới[526][527][528]

## Covaxin
Covaxin là một loại vắc-xin bất hoạt được sản xuất bởi công ty Ấn Độ Bharat Biotech và Hội đồng Nghiên cứu Y khoa Ấn Độ.
Đầy đủ (0)
Khẩn cấp (20)
1. Argentina[529]
2. Botswana[530]
3. Brasil (hạn chế)[419]
4. Cộng hòa Trung Phi[25]
5. Comoros[25]
6. Ethiopia[34]
7. Guatemala[530]
8. Guyana[530]
9. Ấn Độ[57]
10. Iran[531]
11. Mauritius[532]
12. México[533]
13. Myanmar[534]
14. Nepal[535]
15. Nicaragua[530]
16. Paraguay[536][537]
17. Philippines[538][539]
18. Sri Lanka[540]
19. Venezuela[530]
20. Zimbabwe[541]

## Sputnik Light
Sputnik Light là một loại vắc-xin vector virus, được sản xuất bởi Viện Nghiên cứu Dịch tễ học và Vi sinh vật học Gamaleya của Nga. Thực chất nó chứa liều đầu tiên của vắc-xin Sputnik V, dựa trên vector Ad26.
Đầy đủ (0)
Khẩn cấp (14)
1. Angola[544]
2. Bahrain[545]
3. Belarus[546]
4. Congo[547]
5. Kazakhstan[548]
6. Kyrgyzstan[549]
7. Mauritius[550]
8. Mông Cổ[551]
9. Nicaragua[552]
10. Palestine[553]
11. Philippines[554]
12. Nga[555]
13. Syria[556]
14. Venezuela[557]

## Convidecia
Convidecia là một loại vắc-xin vector virus sản xuất bởi công ty Trung Quốc CanSino Biologics và Viện Công nghệ sinh học Bắc Kinh thuộc Học viện Y khoa Quân đội.
Đầy đủ (1)
1. Trung Quốc[559]

Khẩn cấp (8)
1. Argentina[560]
2. Chile[561]
3. Ecuador[562]
4. Hungary[345][563]
5. Malaysia[564]
6. México[503]
7. Moldova[249]
8. Pakistan[565]

## Sinopharm-WIBP
Vắc-xin COVID-19 Sinopharm WIBP là một loại vắc-xin bất hoạt được sản xuất bởi Tập đoàn Dược phẩm Quốc gia Trung Quốc (Sinopharm) và Viện Sinh phẩm Vũ Hán.
Đầy đủ (1)
1. Trung Quốc[566]

Khẩn cấp (5)
1. Bắc Macedonia[34]
2. Peru[34]
3. Philippines[567]
4. Các Tiểu vương quốc Ả Rập Thống nhất[150]
5. Venezuela[34]

## EpiVacCorona
EpiVacCorona là một loại vắc-xin peptide sản xuất bởi Trung tâm Nghiên cứu Virus học và Công nghệ sinh học Quốc gia VECTOR của Nga.
Đầy đủ (1)
1. Turkmenistan[569][570]

Khẩn cấp (2)
1. Belarus[571]
2. Nga[572][573]

## Zifivax
Zifivax là một loại vắc-xin tiểu đơn vị được sản xuất bởi công ty Trung Quốc Anhui Zhifei Longcom Biopharmaceutical.
Đầy đủ (0)
Khẩn cấp (2)
1. Trung Quốc[575]
2. Uzbekistan[576][577]

## Abdala
Abdala là một loại vắc-xin tiểu đơn vị phát triển bởi Trung tâm Kỹ thuật Di truyền và Công nghệ sinh học của Cuba.
Đầy đủ (0)
Khẩn cấp (3)
1. Cuba[578][579][580]
2. Venezuela[581]
3. Việt Nam[582]

## Soberana 02
Soberana 02 là một loại vắc-xin liên hợp phát triển bởi Viện Vắc-xin Finlay.
Đầy đủ (0)
Khẩn cấp (2)
1. Cuba[584]
2. Iran[583]

## CoviVac
CoviVac là một loại vắc-xin bất hoạt được sản xuất bởi Trung tâm Chumakov tại Viện Hàn lâm Khoa học Nga.
Đầy đủ (0)
Khẩn cấp (1)
1. Nga[586]

## QazCovid-in
QazCovid-in, còn có tên là QazVac, là một loại vắc-xin bất hoạt phát triển bởi Viện Nghiên cứu Các vấn đề An toàn Sinh học của Kazakhstan.
Đầy đủ (0)
Khẩn cấp (1)
1. Kazakhstan[587]

## Minhai
Vắc-xin COVID-19 Minhai, là một loại vắc-xin bất hoạt phát triển bởi Công ty Công nghệ sinh học Minhai và Công ty TNHH Sinh phẩm Thâm Quyến Khang Thái của Trung Quốc.
Đầy đủ (0)
Khẩn cấp (1)
1. Trung Quốc[588]

## COVIran Barekat
COVIran Barekat là một loại vắc-xin bất hoạt phát triển bởi Công ty Công nghiệp Dược phẩm Shifa của Iran.
Đầy đủ (0)
Khẩn cấp (1)
1. Iran[589]

## FAKHRAVAC
FAKHRAVAC (hoặc MIVAC) là một loại vắc-xin bất hoạt được phát triển bởi Tổ chức Nghiên cứu và Đổi mới Quốc phòng, thuộc Bộ Quốc phòng Iran.
Đầy đủ (0)
Khẩn cấp (1)
1. Iran[590]

## Học viện Y khoa Trung Quốc
Vắc-xin COVID-19 của Học viện Y khoa Trung Quốc là một loại vắc-xin bất hoạt phát triển bởi Học viện Y khoa Trung Quốc.
Đầy đủ (0)
Khẩn cấp (1)
1. Trung Quốc[591]

## Medigen
MVC-COV1901 là một loại vắc-xin tiểu đơn vị protein phát triển bởi Medigen Vaccine Biologics and Dynavax Technologies.
Đầy đủ (0)
Khẩn cấp (1)
1. Đài Loan[592]

## ZyCoV-D
ZyCoV-D là một loại vắc-xin COVID-19 dựa trên plasmid DNA được phát triển bởi công ty dược phẩm Ấn Độ Cadila Healthcare với sự hỗ trợ của Hội đồng Hỗ trợ Nghiên cứu Công nghiệp Công nghệ sinh học.
Đầy đủ (0)
Khẩn cấp (1)
1. Ấn Độ[593]